# 11.22.63
11.22.63 es una miniserie estadounidense de ciencia ficción ocho capítulos basada en la novela homónima de Stephen King. Su productores ejecutivos fueron J. J. Abrams, Stephen King, Bridget Carpenter y Bryan Burk, y protagonizada por James Franco, en su rol principal. Fue estrenada en Hulu, el 15 de febrero del 2016, y fue recibida positivamente por la crítica.

## Creación

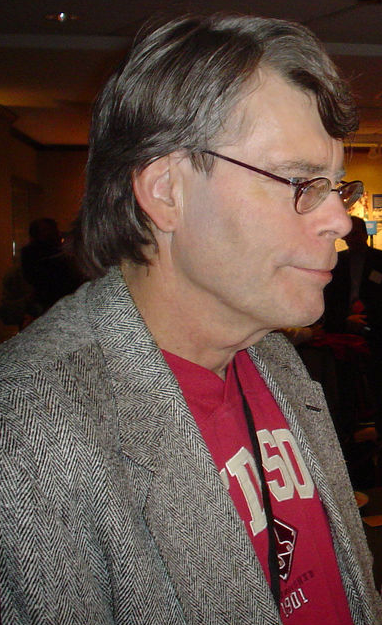
Stephen King, el autor de la novela original.

El 12 de agosto de 2011, antes de la publicación de la novela, se anunció que Jonathan Demme se comprometió a escribir, producir y dirigir una adaptación cinematográfica de 22/11/63 con King como su productor ejecutivo. Sin embargo, el 6 de diciembre de 2012, Demme anunció que se había retirado del proyecto, después de discutir con King sobre qué partes incluir en el guion.
El 26 de abril de 2013, se informó de que las productoras Bad Robot y Warner Bros. Television junto al productor ejecutivo J. J. Abrams estaban en negociaciones por los derechos para adaptar la novela como una serie de televisión o miniserie.
El 22 de septiembre de 2014, se anunció que una serie de televisión basada en la novela fue tomada por Hulu. Carol Spier sería la diseñadora de producción. El primer tráiler de la serie fue lanzado el 19 de noviembre de 2015 y el segundo el 17 de diciembre del mismo año.
A principios de diciembre se anuncia que el nominado al Oscar por 127 horas, James Franco, fue elegido para hacer el papel de Jake Epping.

## Historia

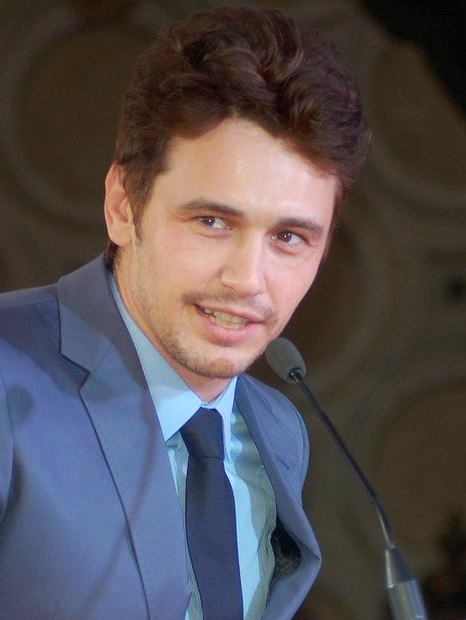
James Franco interpreta al profesor Jake Epping.

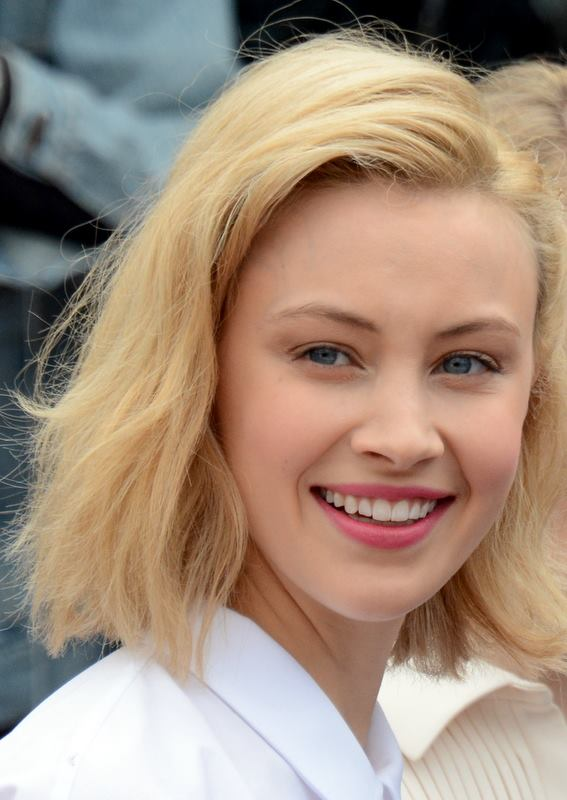
Sarah Gadon interpreta a la bibliotecaria Sadie Dunhill.

Jake Epping, un profesor recientemente divorciado, viaja en el tiempo para evitar el asesinato del presidente de los Estados Unidos John F. Kennedy, pero su misión se ve amenazada por su apego a la nueva vida que lleva en los años 60, además de por el propio pasado, que no quiere ser cambiado.

## Producción
El rodaje comenzó el 9 de junio de 2015, en Hespeler, Ontario, Canadá. El rodaje durante junio de 2015 también se llevó a cabo en Guelph y Ayr, ciudades de Ontario. En septiembre de 2015 se grabó en Hamilton. A principios de octubre, la producción se trasladó a Dallas para filmar localizaciones exteriores en la Plaza Dealey, donde realmente fue asesinado John F. Kennedy. Durante este tiempo, el rodaje de varias escenas durante las horas pico causó congestión vehicular en las calles de los alrededores.

## Reparto
- James Franco[7] - George Amberson/Jake Epping, un profesor de lenguas de una escuela secundaria para adultos recientemente divorciado que se transforma en un viajero del tiempo espía. Su misión es identificar a el o los asesinos de John F. Kennedy.
- Sarah Gadon[15] - Sadie Dunhill, una bibliotecaria de los años 60 nacida en Jodie que se enamora de Jake, sin saber de su doble vida.
- Chris Cooper[15] - Al Templeton, el irascible dueño de Al's Diner, un mentor y amigo de Jake, pionero de los viajes en el tiempo. Al le pide a su amigo que vuelva al pasado para salvar a Kennedy, enviándolo en una increíble misión.
- Daniel Webber[15] - Lee Harvey Oswald, una de las figuras más discutidas de la historia estadounidense. Es el sospechoso de haber asesinado al presidente.
- Lucy Fry[15] - Marina Oswald, la nueva esposa de Lee. Una rusa desafiada a vivir en un país desconocido para ella, junto a su impredecible esposo.
- T. R. Knight[16] - Johnny Clayton, el reprimido y controlador exesposo de Sadie.
- Josh Duhamel[17] - Frank Dunning, padre de Harry Dunning, carnicero de la ciudad de Derry y asesino.
- George MacKay[15] - Bill Turcotte, un joven e inocente barman de Kentucky. Bill se alía con Jake y es parte del misterio que envuelve a Lee Harvey Oswald y los asesinatos.
- Cherry Jones[15] - Marguerite Oswald, la madre de Lee Oswald, tan necesitada y dura como su infame hijo.
- Kevin J. O'Connor[18] - Yellow Card Man, la enigmática y misteriosa figura que se le aparece a periódicamente a Jake como advertencia o amenaza.
- Leon Rippy[15] - Harry Dunning, hijo de Frank Dunning y alumno de Jake en la escuela para adultos.
- Brooklyn Sudano[16] - Christy, la alcohólica exesposa de Jake Epping.

## Episodios
| N.º | Título                              | Fecha de emisión original | Código de prod. |
| --- | ----------------------------------- | ------------------------- | --------------- |
| 1 | «The Rabbit Hole»                   | 15 de febrero de 2016     | 4X64514X6452    |
| Jake Epping está perdido. Su exmujer ha cambiado, sus estudiantes siempre se distraen, y su novela llegó a ninguna parte. Entonces, uno de sus amigos más queridos, Al Templeton, le muestra la madriguera de conejo (The Rabbit Hole), un portal del tiempo secreto que conduce a 1960. Al pide a Jake que regrese al pasado y cree un mundo mejor al detener el asesinato de Kennedy. Jake se dirige hacia la madriguera de conejo para comenzar su misión, pero encuentra que cambiar el pasado es mucho más peligroso de lo que jamás hubiera imaginado. |                                     |                           |                 |
| 2 | «The Kill Floor»                    | 22 de febrero de 2016     | 4X6453          |
| Lanzado por la importancia de su objetivo, Jake decide la única cosa que puede hacer para producir una diferencia real es salvar a la familia de su amigo Harry Dunning. La familia de Harry fue asesinada en un pequeño pueblo de Kentucky por el padre de Harry, Frank. Pero ¿Jake tiene lo que se necesita para matar a un hombre? ¿Y cuáles son las consecuencias de la violencia, incluso en contra de alguien tan peligroso como Frank? |                                     |                           |                 |
| 3 | «Other Voices, Other Rooms»         | 29 de febrero de 2016     | 4X6454          |
| Jake encuentra un aliado poco probable en su búsqueda en la trainera local de Bill Turcotte. Se consigue un trabajo como maestro en una pequeña ciudad cerca de Dallas y descubre chispas románticas con la bibliotecaria Sadie Dunhill. Jake construye una doble vida, como el potencial asesino en el que él se convierte, espiando por la noche a Lee Harvey Oswald. Esto lleva a Jake en una aventura por el lado oscuro de Dallas, donde se da cuenta de que Oswald puede no ser la única amenaza a la que Kennedy tendrá que hacer frente.             |                                     |                           |                 |
| 4 | «The Eyes of Texas»                 | 7 de marzo de 2016        | 4X6455          |
| Jake y Bill comienzan a descubrir más secretos que rodean a la impredecible vida de Lee Harvey Oswald. La conspiración que involucra a Oswald se profundiza, mientras que el romance florece para Jake y Sadie. Pero por involucrarse con una persona inocente, ¿ha colocado Jake a su nuevo amor en peligro? |                                     |                           |                 |
| 5 | «The Truth»                         | 14 de marzo de 2016       | 4X6456          |
| Todo comienza a desmoronarse cuando Jake se esfuerza por vivir dos vidas: profesor y viajero en el tiempo. Cuando la vida de Sadie está amenazada, Jake tiene que hacer una elección terrible, dejando a Bill por sus propios medios. Lee Harvey Oswald toma medidas que lo conducirán a una cita con el destino. |                                     |                           |                 |
| 6 | «Happy Birthday, Harvey Lee Oswald» | 21 de marzo de 2016       | 4X6457          |
| Es octubre de 1962, y la tormenta creciente de amenazas en Dallas sigue creciendo. Jake debe adoptar medidas drásticas para establecer las dimensiones totales de la amenaza a Kennedy. Y en medio de todo esto, es golpeado con una muerte inesperada y una traición amarga de una de las personas más cercanas a él. |                                     |                           |                 |
| 7 | «Soldier Boy»                       | 28 de marzo de 2016       | 4X6458          |
| El fin está cerca, y Jake no está a la altura. Sadie trata de arreglar las cosas, pero nadie conoce la misión tanto como Jake. Kennedy y el asesino están a punto de colisionar, pero ¿ha cambiado Jake bastantes cosas en el pasado como para alterar el curso de los acontecimientos? Los días pasan mientras la fecha del 22 de noviembre de 1963 se acerca. |                                     |                           |                 |
| 8 | «The Day In Question»               | 4 de abril de 2016        | 4X6459          |
| El pasado saca todas las armas que tiene para mantener a Jake lejos de llegar a la Plaza Dealey a tiempo para salvar a Kennedy. Si no lo logra, podría significar la muerte de Jake u otras personas cercanas a él, y si tiene éxito, podría crear un mundo en el que se pierda todo lo que ha conocido. ¿Cuál es el costo de hacer lo correcto? |                                     |                           |                 |

## Distribución internacional
| País   | Cadena       | Fecha de Inicio    | Fecha de Finalización |
| ------ | ------------ | ------------------ | --------------------- |
| España | Fox (España) | 6 de abril de 2016 | 18 de mayo de 2016    |